# International-Mars Ice Mapper
L'International-Mars Ice Mapper (abrégé en I-MIM), anciennement Mars Exploration Ice Mapper,  est un projet de sonde spatiale d'exploration de la planète Mars étudié par  les agences spatiales japonaise,  canadienne et italienne. L'objectif de cet orbiteur est de cartographier les dépôts de glace d'eau situés aux latitudes moyenne de Mars qui pourraient être exploités par les équipages d'une future mission habitée vers Mars. Si la décision de développement de la mission était prise, la sonde spatiale serait lancée vers 2026. L’agence spatiale américaine, la NASA, à l'origine du projet a décidé de se retirer pour des raisons budgétaires en 2022.  

## Contexte
Si une mission habitée vers Mars est menée par la NASA au milieu de la décennie 2030, il est nécessaire de disposer des dépôts de glace d'eau proches de la surface pour permettre l'utilisation des ressources in situ par les astronautes. Pour disposer suffisamment à l'avance de ces données, une mission de reconnaissance doit être réalisée vers 2026. Une première demande de fonds a été introduite dans le budget 2021 de l'agence spatiale NASA qui devrait être validé d'ici octobre 2020. Mais en 2022, la NASA décide de se retirer du projet compte tenu du cout croissant de la mission de retour d'échantillons Mars Sample Return en cours de développement. Elle encourage néanmoins ses partenaires, les agences spatiales japonaise,  canadienne et italienne, à poursuivre le projet.

## Objectifs
En cartographiant les réservoirs d'eau, la mission remplit un double objectif  : 
- Sur le plan scientifique, il s'agit de rechercher les environnements qui ont pu être habitables par le passé.
  - Mesure de l'étendue et volume de la glace d'eau stockée dans des régions non polaires
  - Déterminer les processus à l’œuvre en surface impliquant la présence d'eau.
- Identifier les terrains ayant gardé les traces des transitions de l'environnement.
- Pour la future mission habitée vers Mars envisagée au cours de la décennie 2030, les données collectées par l'orbiteur constituent une étape préalable à l'utilisation des ressources in situ. Les données recueillies portent sur les régions pouvant accueillir potentiellement une mission habitée, c'est-à-dire entre 25 et 40° de latitude lorsque le terrain se situe à 2 km en dessous de l'altitude moyenne de Mars.
  - Identification de la présence et l'étendue de la  glace d'eau enfouie dans les 10 premiers mètres sous la surface.
  - Mesurer les accidents de terrain à la surface de Mars et la résistance du sol dans la perspective d'un atterrissage.

## Caractéristiques techniques
L'orbiteur doit utiliser un radar à synthèse d'ouverture de conception basée sur les équipements emportés par les satellites canadiens Radarsat placés en orbite entre 1995 et 2019. Le radar aurait les caractéristiques suivantes :
- Fréquence : 900 Mhz
- Antenne : antenne parabolique de 6 mètres de diamètre déployée en orbite
- Consommation : entre 500 et 1000 Wats
- Polarisation : hybride
- Deux modes : radar à synthèse d'ouverture et sondeur
- Mode radar à synthèse d'ouverture : fauchée 30 km, profondeur > 6 mètres
- Mode sondeur : résolution verticale < 1 mètre, résolution horizontale dans le sens du déplacement : 30 mètres, fauchée : 1,5 km.

## Déroulement de la mission
La mission est lancée en 2026. À son arrivée sur la planète, la sonde spatiale se place sur une orbite circulaire basse dont l'altitude est comprise entre 250 et 320 kilomètres, ce qui doit lui permettre de boucler 13 orbites par jour. La mission primaire doit avoir une durée de deux ans.